# William Sutherland Dun
William Sutherland Dun (* 1. Juli 1868 in Cheltenham; † 7. Oktober 1934 in Sydney) war ein australischer Paläontologe.
Dun wuchs in Sydney auf und war ab 1890 bei Geological Survey of New South Wales, zunächst auf Probe und als Assistent von Edgeworth David. Er arbeitete eng mit Robert Etheridge junior zusammen, studierte neben seiner Tätigkeit an der Universität Sydney Geologie und Paläontologie und wurde 1893 Nachfolger von Etheridge als Paläontologe des Survey.  1933 ging er in den Ruhestand. 1902 bis 1934 war er auch in Teilzeit Lecturer in Paläontologie an der Universität Sydney. Außerdem arbeitete er ehrenamtlich für das Australian Museum.
Er befasste sich mit vielen Bereichen der Paläontologie (auch Paläobotanik), hatte aber einen Schwerpunkt bei paläozoischen Mollusken und Brachiopoden aus Australien.
1913 bis 1915 war er Präsident der Linnean Society of New South Wales und 1918/19 der Royal Society of New South Wales. 